# Kalkofeninsel
Die Kalkofeninsel in München ist keine richtige Insel, sondern eine Halbinsel zwischen Kleiner Isar, Auer Mühlbach und äußerer Ludwigsbrücke. Sie ist benannt nach einem städtischen Kalkofen, der dort betrieben wurde. Die Halbinsel ist in Flussrichtung 489 Meter lang, bis zu 103 Meter breit, und nimmt eine Fläche von 3,3 Hektar ein.
Da das Brunnhaus auf dem Isarberg (auch Brunnhaus am Gasteig genannt) eines der ältesten der Brunnhäuser in München und technisch veraltet war, schlug Stadtbaurat Franz Karl Muffat die Errichtung 1833 eines neuen Brunnhauses auf der Kalkofeninsel vor. Es wurde allerdings erst 1835 begonnen und Anfang 1837 in Betrieb genommen. Nach Einführung der zentralen Wasserversorgung 1883 wurde das Muffatbrunnhaus in ein Elektrizitätswerk umgewandelt, das als Muffatwerk bezeichnet wurde und in erster Linie zur Versorgung der neuen elektrischen Straßenbahn gebraucht wurde.
Unmittelbar an der Ludwigsbrücke entstand kurz darauf, zwischen 1897 und 1901, in einer Art barockem Jugendstil, das Müllersche Volksbad. Architekt war, wie schon beim Muffatwerk, Carl Hocheder.
Mit dem Bau der Wasserkraftwerke am Werkkanal verlor das Muffatwerk an Bedeutung und wurde 1973 stillgelegt. Die riesige Turbinenhalle stand lange Jahre leer, bevor sie zwischen 1990 und 1993 zur Konzert- und Veranstaltungshalle mit einem Café umgebaut wurde. In den letzten Jahren kamen der Club Ampere und ein Biergarten hinzu. Das zwischen 1978 und 1984 restaurierte und technisch aufwändig nachgerüstete Volksbad erfreut sich noch heute großer Beliebtheit.
Noch immer ist die Bezeichnung Kalkofeninsel gebräuchlich, obwohl der Kalkofen bereits um die Mitte des 19. Jahrhunderts abgebrochen und durch einen neuen auf der benachbarten Kalkinsel ersetzt wurde. Die Bezeichnung Kohleninsel, die ab Mitte des 19. Jahrhunderts nachweislich ist, hat sich nie durchgesetzt, führt aber immer wieder zu Verwechslungen mit der Museumsinsel, die Ende des 19. Jahrhunderts ebenfalls als Kohleninsel bezeichnet wurde.